# Xã Berlin, Quận Bureau, Illinois
Xã Berlin (tiếng Anh: Berlin Township) là một xã thuộc quận Bureau, tiểu bang Illinois, Hoa Kỳ. Năm 2010, dân số của xã này là 746 người.